# Devil Kings
Devil Kings, ou Sengoku Basara (戦国BASARA, lit. « Les royaumes en guerre : Fantaisie baroque ») au Japon, est un jeu vidéo de type beat them all développé par Capcom Production Studio 4, et distribué en 2005 sur PlayStation 2. La trame principale se passe dans un Japon imaginaire, dans la période des guerres de royaume.
Le joueur choisit son guerrier parmi de nombreux personnages différents (daimyo, ninja, samourai, etc) qui représentent chacun un clan japonais. Chaque personnage possède des armes et des coups spéciaux particuliers. Ces coups sont appelés « Basara Waza ».

## Synopsis
L’histoire se déroule durant la période des guerres de royaumes, ou époque Sengoku (1467 ou 1493-1573), mais dans un Japon imaginaire. Chaque personnage du jeu possède une trame narrative particulière mais la trame principale concerne l'accession au statut de shogun par chaque daimyo (seigneur).
On y voit les apparitions des deux héros : Date Masamune et Sanada Yukimura, ainsi que plusieurs autres personnages tournés vers eux.

## Personnages
- Date Masamune (Azure Dragon)
- Sanada Yukimura (Scorpio)
- Takeda Shingen (Red Minotaur)
- Sarutobi Sasuke (Talon)
- Oda Nobunaga (Devil King)
- Nōhime (Lady Butterfly)
- Mori Ranmaru (Hornet)
- Akechi Mitsuhide (Reaper)
- Uesugi Kenshin (Frost)
- Kasuga (Venus)
- Itsuki (Puff)
- Zabby (Q-Ball)
- Maeda Toshiie (Lark)
- Matsu (Bramble)
- Shimazu Yoshihiro (Zaan)
- Tokugawa Ieyasu (Irdine)
- Mōri Motonari (Kahz)
- Chōsokabe Motochika (Arslan):
- Hōjō Ujimasa (Orwik)
- Imagawa Yoshimoto (Muri)

## Système de jeu
Devil Kings est un jeu d’action de type beat them all à la troisième personne. Le joueur dirige un guerrier à travers des stages dans lesquels il élimine des adversaires. En progressant dans le stage, il rencontre des sous-boss avant d’affronter le boss final du stage.
Chaque personnages a un lot d'attaque bien particulier déblocables tout au long du jeu et une panoplie d'armes bien garnie. Le joueur peut donc effectuer des enchainements nommés « combos » et ainsi augmenter les « hits » ou coup. Malgré les différentes trames narratives, le but principal et de faire le maximum de KO, pour augmenter son niveau.

## Réception du jeu
Le jeu a connu un grand succès au Japon. Il s'est rendu célèbre pour être une version féminisé du hit de Koei, Dynasty Warriors.

## Adaptations
Plusieurs adaptations sont sorties, encore inédites en France.
La série Sengoku Basara a été adaptée en animes de deux saisons, de deux OAV et sept épisodes spéciaux appelés Mini Sengoku Basara. Des séries de manga sont également sorties.
Le film d'animation Sengoku Basara the Last Party est sorti le 6 juin 2011 au Japon.
La série a été adaptée en drama de neuf épisodes, sorti en juillet 2012 sous le nom de Sengoku Basara Moonlight Party dans lequel joue notamment le chanteur et acteur Gackt.
Un manga au nom de Sengoku Basara: Samurai Heroes - Roar of Dragon a été publié par Asagi Ohga, de l'édition Kaze, dont les 3 tomes de la série sont sortis en France.